# Kunsthalle Helsinki

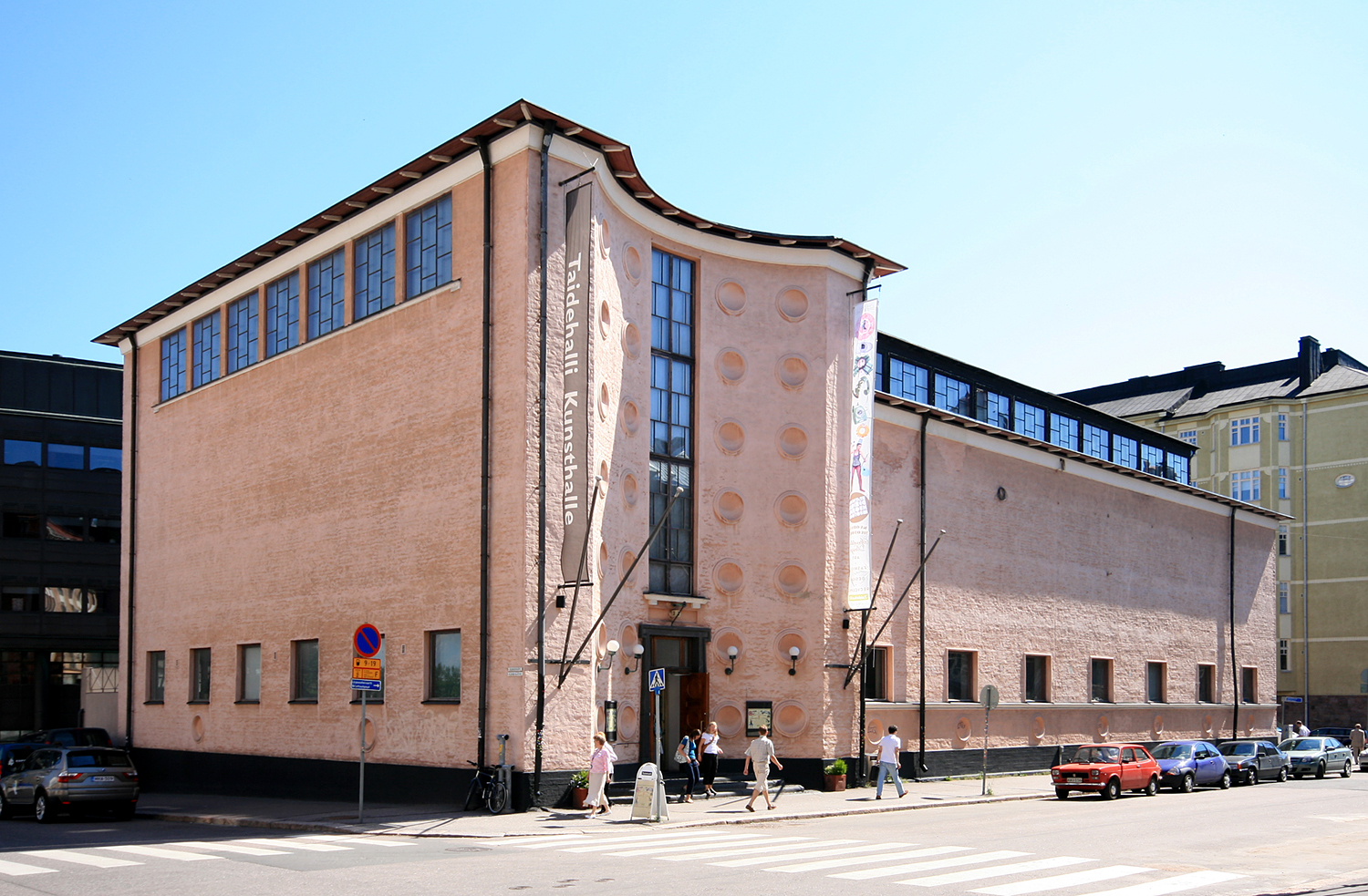
Kunsthalle Helsinki

Die Kunsthalle Helsinki (finnisch: Taidehalli, schwedisch: Konsthall) ist eine 1928 eröffnete Ausstellungshalle für zeitgenössische Kunst in der finnischen Hauptstadt Helsinki. Das Gebäude der Kunsthalle wurde 1927 nach Plänen des finnischen Architekten Hilding Ekelund errichtet.

## Ausstellungen (Auswahl)
- 2008: Julie Myers – Tapani Raittila (2. Februar 2008 – 30. März 2008)
- 2007: Mamma Andersson (18. August 2007 – 16. September 2007)
- 2007: Boogie Woogie (10. März 2007 – 8. April 2007)
- 2006: Maryam Jaffri (10. März 2006 – 16. April 2006)
- 2005: Pia Lindman (8. Oktober 2005 – 6. November 2005)
- 2005: Marlene Dumas (20. August 2005 – 2. Oktober 2005)
- 2005: Kaarina Kaikkonen (18. Juni 2005 – 14. August 2005)
- 2004: Artur Zmijewski: Singing Lesson  (19. November 2004 – 9. Januar 2005)
- 2003: Maya Bringolf (1. März 2003 – 27. April 2003)
- 2002: Maaria Wirkkala – so what (24. August 2002 – 8. September 2002)